# Шекари, Реза
Реза Шекари (перс. رضا شکاري قزلقيه‎; род. 31 мая 1998, Тегеран, Иран) — иранский футболист, полузащитник клуба «Сепахан». Игрок молодёжной сборной Ирана.
В 2015 году был включён в список 50 самых талантливых молодых футболистов мира по версии издания The Guardian.

## Клубная карьера
Перешёл в состав клуба «Зоб Ахан» летом 2015 года, подписав контракт на три года. Дебютировал за клуб во втором круге национального первенства Ирана сезона 2015/16 в матче против клуба «Сепахан», выйдя на замену. Первый гол забил 4 ноября 2015 года в кубковой игре в ворота команды «Персеполис».
В мае 2016 года отправился на просмотр в швейцарский клуб «Базель», однако через неделю вернулся обратно.
В середине февраля 2017 года появилась информация об интересе к футболисту со стороны «Ростова».
В последние дни летнего трансферного окна перешёл в «Рубин», тренером которого является бывший наставник «Ростова» Курбан Бердыев. Дебютировал 7 апреля в домашнем матче 25-го тура против «Ахмата» (3:2), выйдя на замену на 77-й минуте вместо соотечественника Азмуна.

## Карьера в сборной

### U17
Шекари выступал за юношескую сборную в период с 2013 по 2014 год. В общей сложности провёл 8 официальных матчей, в которых отметился 5 голами.

### U20
Был приглашен в сборную в 2014 году. В её составе принял участие в Кубке Азии U19, на котором сборная дошла до полуфинала, чем обеспечила выход в финальную стадию чемпионата мира.

### U23
В июне 2015 был вызван на тренировочный сбор команды. В январе 2020 года принял участие в молодёжном чемпионате Азии.

## Достижения
Командные
 «Зоб Ахан»
- Обладатель Кубка Ирана: 2016
- Обладатель Суперкубка Ирана: 2016